# Zingiber vinosum
Zingiber vinosum là một loài thực vật có hoa trong họ Gừng. Loài này được John Donald Mood và Ida Theilade miêu tả khoa học đầu tiên năm 1997.

## Mẫu định danh
Mẫu định danh Gambating A. SAN 90413; thu thập ngày 26 tháng 5 năm 1982 tại tọa độ 5°52′47″B 117°55′1″Đ / 5,87972°B 117,91694°Đ, khu bảo tồn rừng Sepilok, bang Sabah, Malaysia. Mẫu holotype lưu giữ tại Vườn Thực vật Hoàng gia tại Kew (K).

## Phân bố
Loài bản địa đảo Borneo, trong huyện Sandakan, tỉnh Sandakan, bang Sabah, Malaysia. Môi trường sống là những nơi ẩm thấp trong rừng nguyên sinh vùng đất thấp. Thường xuyên được tìm thấy trong các đường mòn chính trong Khu bảo tồn rừng Sepilok và thung lũng Danum.

## Mô tả
Thân có lá cao 100–125 cm, màu đỏ burgundy sẫm ở đáy. Các bẹ lá nhẵn nhụi. Lưỡi bẹ 2–3 mm, nguyên, nhẵn nhụi. Cuống 2mm, có lông tơ. Các lá hình mác, 25-35 × 6-8,5 cm, mặt trên màu xanh lục, mặt dưới màu đỏ burgundy sẫm, gân giữa về phía đáy mặt dưới hơi có lông, đáy hình nêm, đỉnh nhọn thon. Cán hoa mọc từ rễ, thẳng đứng tới hơi cong, dài tới 30 cm, màu đỏ tươi; các bẹ dài tới 7 cm, có lông. Cành hoa bông thóc hình thoi, 15-30 × 2,5-3,5 cm, đỉnh nhọn. Lá bắc hình mác ngược, 3-5 × 2-2,5 cm, màu đỏ burgundy, mép khô xác, hơi có lông, đỉnh có mấu nhọn. Lá bắc con 2,7 × 1,3 cm, mép hơi có lông. Đài hoa dài 2,7 cm, dài bằng lá bắc con. Tràng hoa dài 6,8 cm, màu trắng tuyết; thùy tràng lưng 2,4 × 1,4 cm. Cánh môi dài 6,7 cm, màu trắng tuyết; thùy giữa hình elip, 2 × 1,3 cm, nguyên, mép gợn sóng; các thùy bên 0,5 × 0,5 cm, thuôn tròn, tỏa rộng tới 1,8 cm khi ép dẹt. Quả không rõ.
Z. vinosum giống Z. purpureum ở chỗ có cụm hoa mọc thẳng đứng, hình thoi tới hình trứng với các hoa màu trắng, nhưng khác ở chỗ thân rễ ít dạng căn hành hơn với mùi ít hăng hơn, màu đỏ burgundy ở đáy các chồi lá, lưỡi bẹ nhẵn nhụi, hình hình mác lớn hơn với màu đỏ burgundy sẫm ở mặt dưới, cán hoa màu đỏ tươi thuôn dài hơn, các lá bắc màu đỏ burgundy và lá bắc con cùng đài hoa dài hơn. Ở Z. purpureum thì các lá bắc màu ánh nâu vào lúc ra hoa và chuyển thành đỏ tía chỉ ở các cụm hoa già đang tạo quả trong khi Z. vinosum có các lá bắc màu đỏ burgundy tươi ngay từ khi ra hoa.